# Sanktuarium Matki Bożej Jasnogórskiej w Mochowie
Sanktuarium Matki Bożej Jasnogórskiej w Mochowie – sanktuarium wraz z klasztorem zakonu paulinów w Mochowie koło Głogówka w powiecie prudnickim. Znajduje się w nim kopia, uznawanego za cudowny, obrazu Matki Bożej Częstochowskiej.

## Historia
Klasztor z kościołem w Mochowie został ufundowany w 1388 roku przez księcia Władysława Opolczyka, który następnie podarował obiekt ojcom paulinom. Klasztor w Mochowie był drugą (po Jasnej Górze) fundacją księcia Władysława. W dokumencie z 20 stycznia 1388 miejsce przeznaczone na klasztor (równiny nad rzeką Osłobogą) nazwane zostało „Łąką Maryi Panny”. Książę sprowadził do Mochowa dwunastu ojców i braci paulinów z klasztoru w Rostrze na Węgrzech. Do Mochowa przekazano z Jasnej Góry pierwszą kopię obrazu Matki Boskiej Częstochowskiej. W okresie najazdu husytów na Śląsk, 13 marca 1428, husyci pod wodzą Jana Cimburga spalili klasztor i zabili zakonników.
W 1578 zostały rozebrane resztki spalonego klasztoru w Mochowie. Dzięki staraniom przeora Macieja Konina i pomocy klasztoru jasnogórskiego, wybudowany został nowy klasztor. Ostateczna przebudowa klasztoru odbyła się w 1668.
Podczas najazdu Szwedów na Polskę, 5 lutego 1655 król Jan II Kazimierz Waza skrył się na zamku w Głogówku. Odwiedzał on klasztor w Mochowie. 8 listopada prowincjał paulinów o. Teofil Bronowski przywiózł do Mochowa oryginalny obraz Matki Boskiej Częstochowskiej, by nie narażać go na profanację ze strony Szwedów. Obraz powrócił na Jasną Górę 16 kwietnia 1656. Obraz znalazł się w Mochowie po raz drugi w 1705, gdy pod Częstochowę zbliżała się szwedzka armia generała Stromberga.

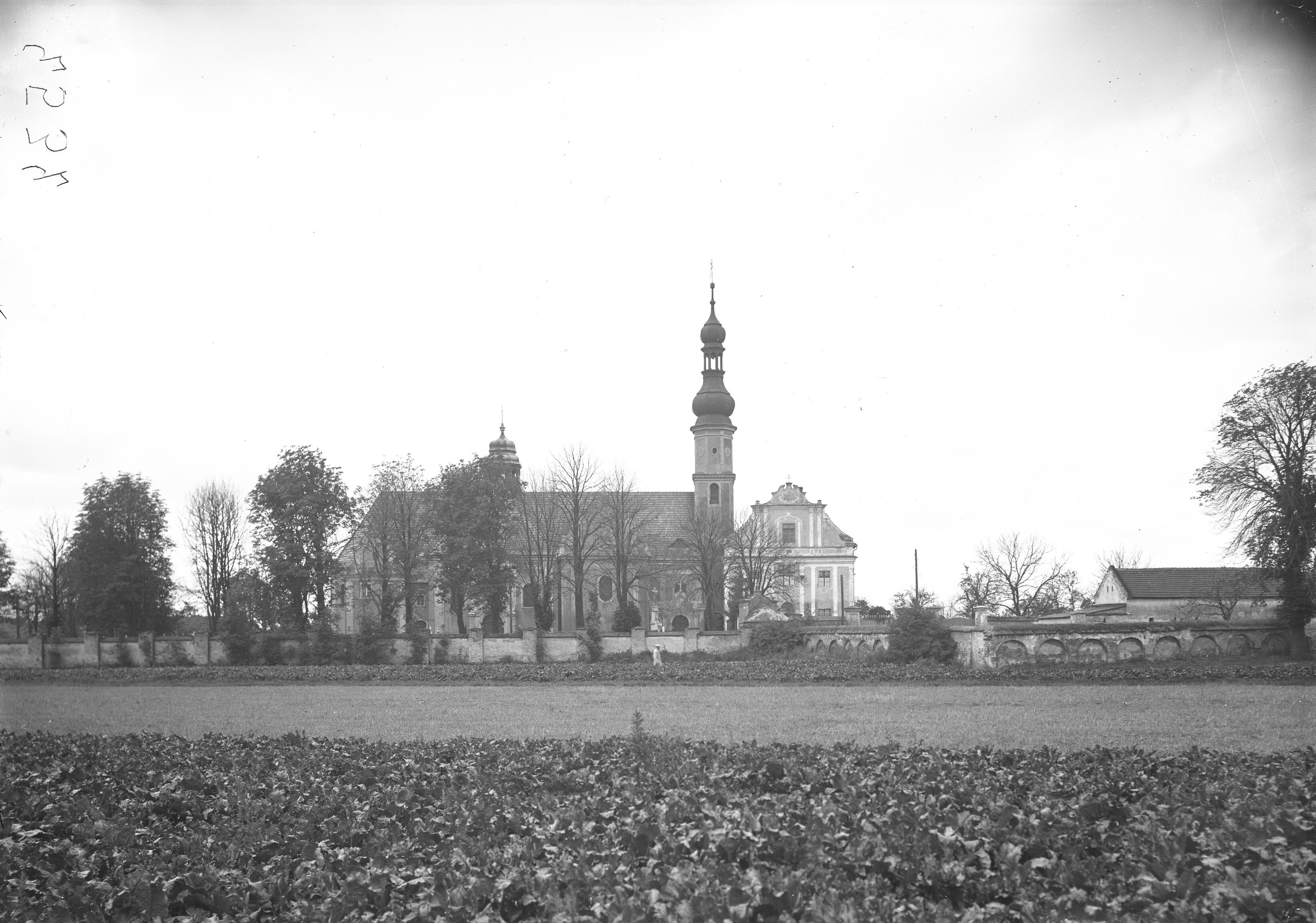
Klasztor przed II wojną światową

Parafia pod wezwaniem Trójcy Świętej i Matki Bożej Częstochowskiej w Mochowie została erygowana 12 września 1844. Po uzgodnieniu pomiędzy o. Jerzym Tomzińskim, generałem zakonu a biskupem Franciszkiem Jopem, 15 lipca 1972 paulini ponownie przejęli parafię.
Biskup opolski Andrzej Czaja dekretem z 30 grudnia 2020 ustanowił kościół w Mochowie Sanktuarium Matki Bożej Jasnogórskiej. Dekret wszedł w życie 15 stycznia 2021. Sanktuarium w Mochowie jest trzecim erygowanym i uświęconym tradycją kultu sanktuarium w powiecie prudnickim, po Matki Bożej Loretańskiej w Głogówku oraz św. Józefa w Prudniku.